# Lakhai (underdistrikt)
Lakhai är ett underdistrikt i Bangladesh. Det ligger i den östra delen av landet, 110 km nordost om huvudstaden Dhaka.
Trakten runt Lakhai består till största delen av jordbruksmark. Runt Lakhai är det mycket tätbefolkat, med 1 266 invånare per kvadratkilometer.